# Tutelina
Tutelina là một chi nhện trong họ Salticidae.

## Hình ảnh

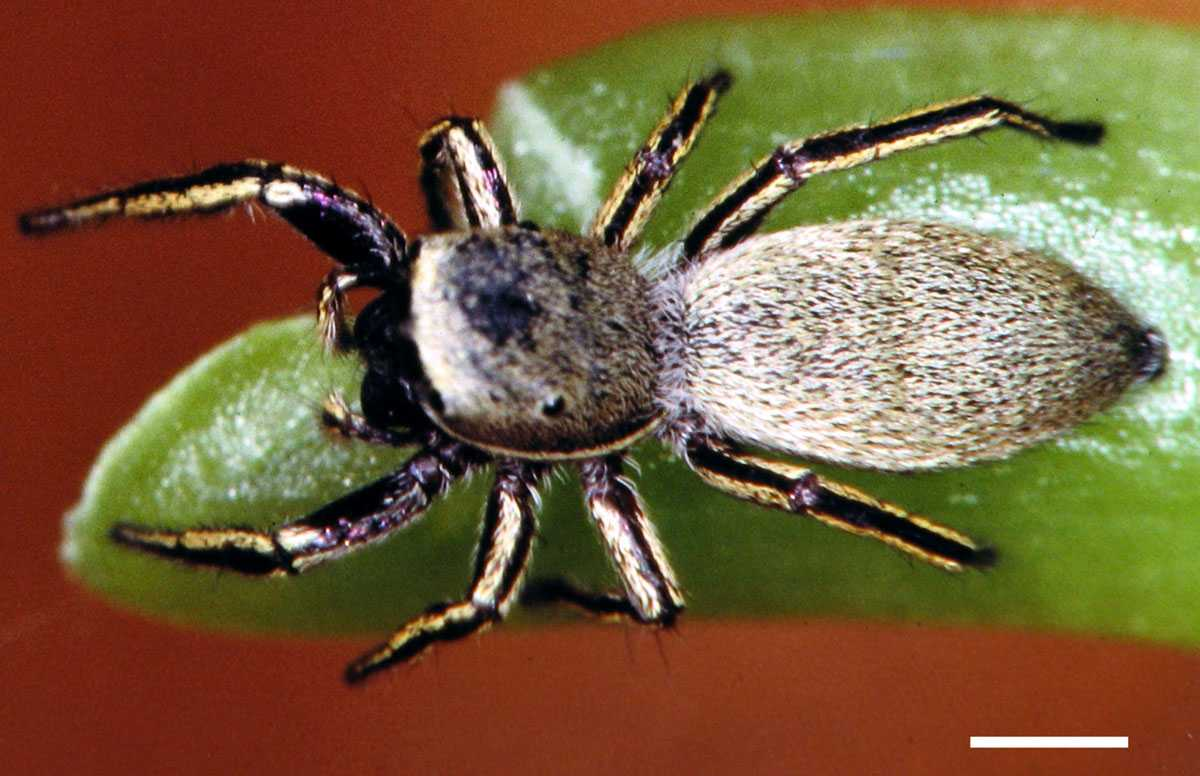
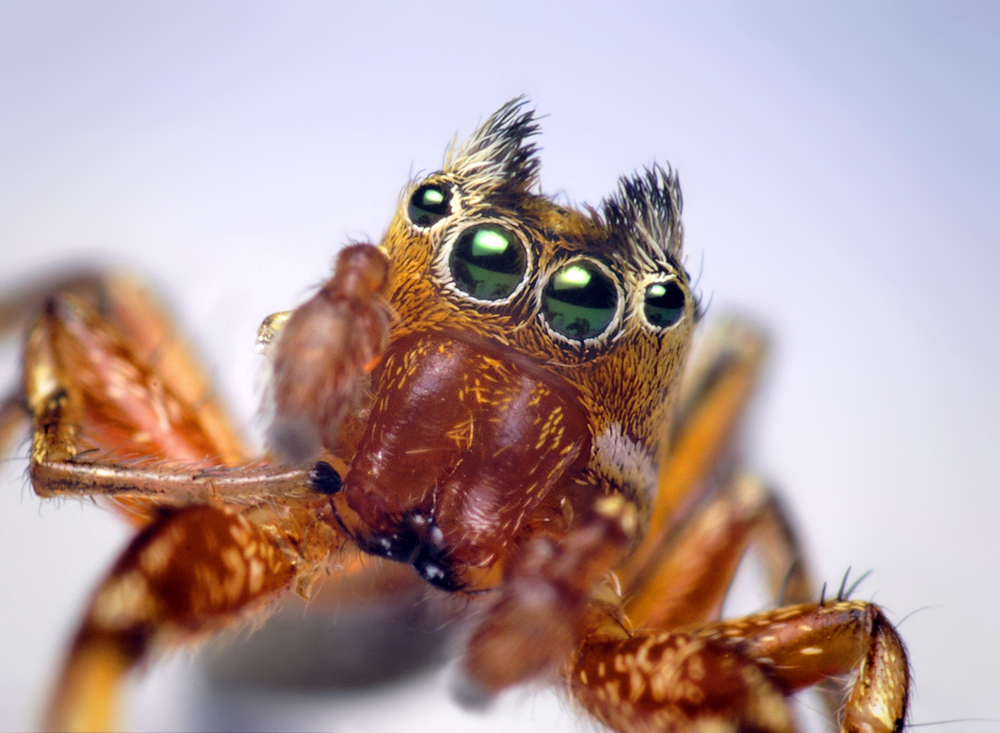
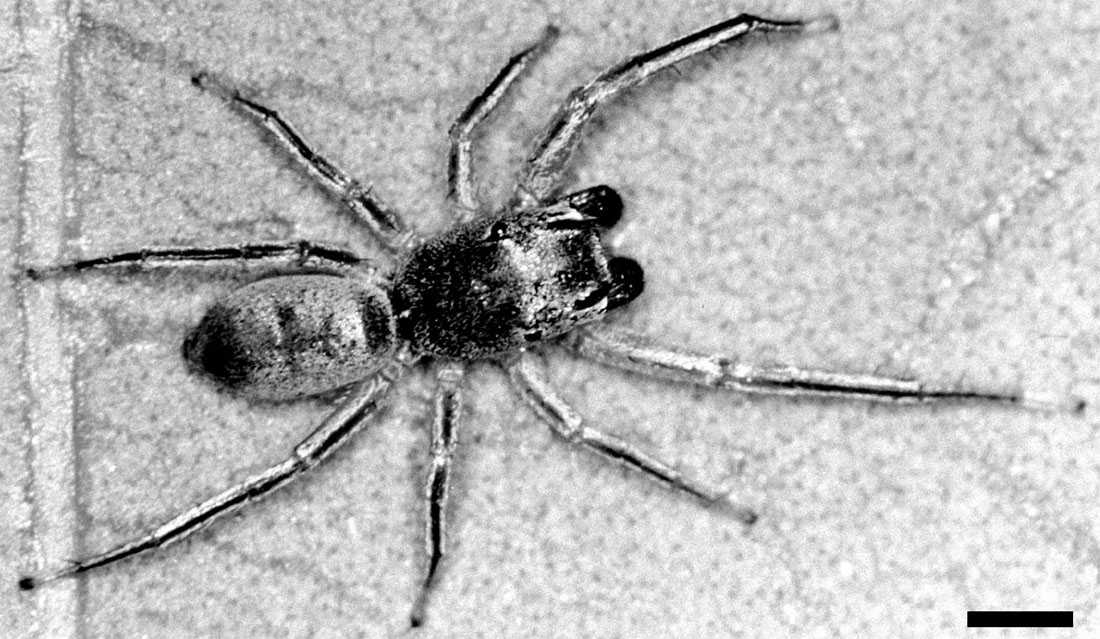